# Henryk Bojarski
Henryk Bojarski (ur. 28 maja 1933 w Ostrowcu Świętokrzyskim, zm. 2 grudnia 2020 w Warszawie) – polski ekonomista i dyplomata, chargé d’affaires w Senegalu (1969–1973).

## Życiorys
Syn Jana i Marty. W 1952 rozpoczął studia na Wydziale Handlu Zagranicznego Szkoły Głównej Służby Zagranicznej, które kontynuował w Szkole Głównej Planowania i Statystyki w Warszawie. W kwietniu 1957 otrzymał tam tytuł magistra ekonomii. Od maja 1957 do maja 1961 pracował jako starszy handlowiec w Polskim Towarzystwie Handlu Zagranicznego „Varimex”. Od czerwca 1961 przez rok przebywał w Biurze Radcy Handlowego w Konakry (Gwinea). Następnie, do połowy 1965, kierował działem w Biurze Radcy Handlowego w Bamako (Mali). We wrześniu 1965 został starszym radcą w Departamencie Traktatów III Ministerstwa Handlu Zagranicznego (MHZ), gdzie w 1967 awansował na naczelnika Wydziału Afryki. Od listopada 1969 do listopada 1973 pełnił stanowisko attaché handlowego w Biurze Radcy Handlowego w Senegalu oraz chargé d'affaires Ambasady w Dakarze. Od grudnia 1973 był głównym specjalistą w Departamencie Polityki Handlowej IV Ministerstwa Handlu Zagranicznego i Gospodarki Morskiej (MHZGM), w lutym 1978 awansując na stanowisko wicedyrektora tegoż departamentu. Od 27 czerwca 1980 do 21 marca 1985 był radcą handlowym przy Ambasadzie w Tunisie.
W 1954 wstąpił do Polskiej Zjednoczonej Partii Robotniczej. Pełnił funkcje członka egzekutywy oddziałowej organizacji partyjnej przy MHZ (1968–1969) oraz przy MHZGM (1977–1979), a także członka Komisji Zakładowej przy MHZGM (1977–1979).
Pochowany na Cmentarzu Komunalnym Północnym w Warszawie.